# Томпсон, Генри, 1-й баронет
Сэр Генри Томпсон, 1-й баронет (англ. Sir Henry Thompson, 1st Baronet; 6 августа 1820 — 18 апреля 1904) — английский медик—хирург; специалист по болезням мочевого пузыря, специалист по операциям литотрипсии (камнедробления в почках) и литотомии.

## Биография
Генри Томпсон родился 6 августа 1820 года в неметрополитенском районе Суффолк-Костал в английском графстве Суффолк. 

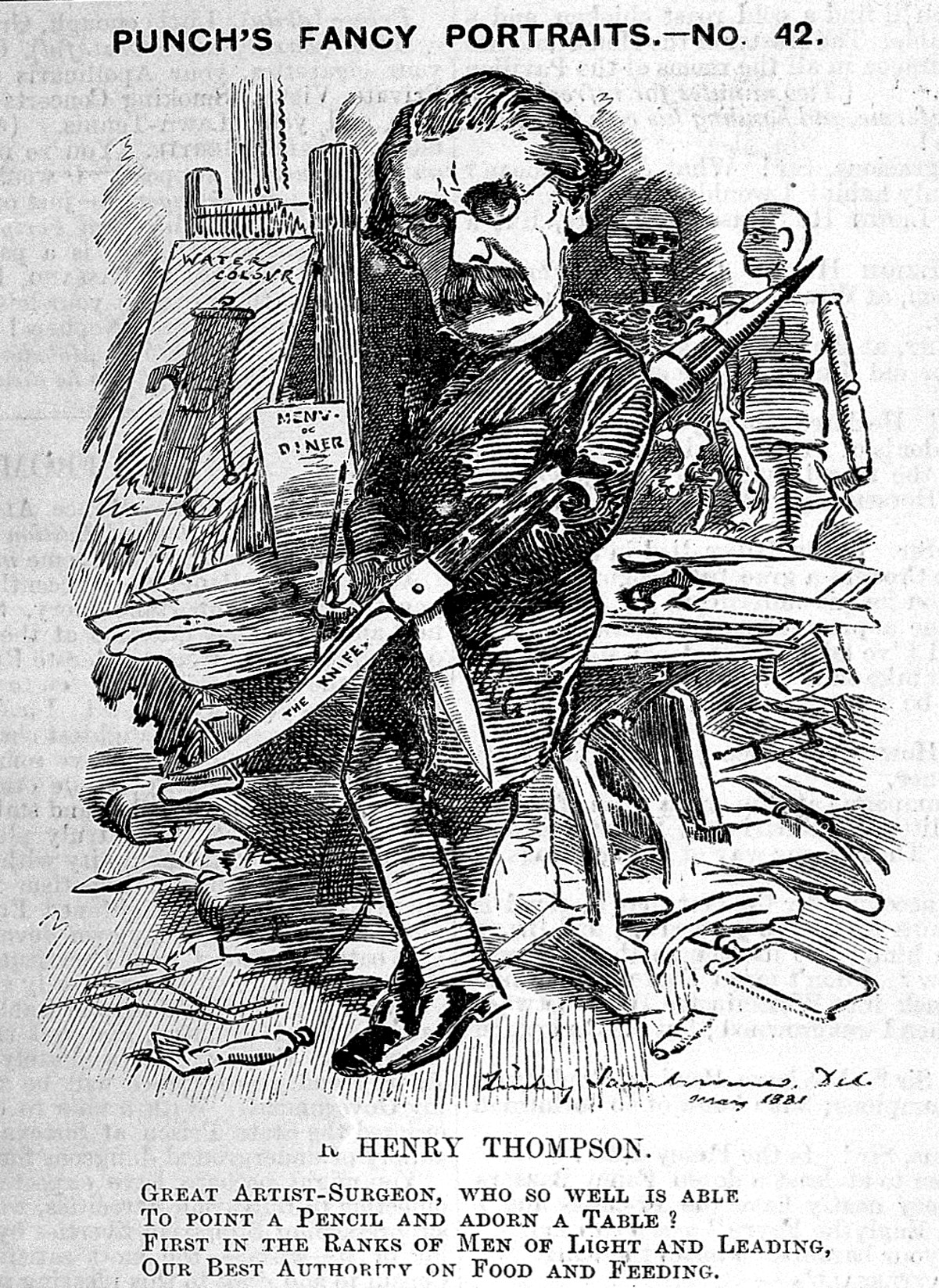
Карикатура на Томпсона

Его отец хотел, чтобы он занялся бизнесом, но в конце концов (к 1848 году) он смог поступить в Медицинскую школу Университетского колледжа Лондона. Он получил медицинскую степень в 1851 году с отличием в области анатомии и хирургии и основал практику на Уимпол-стрит 35 в Лондоне, где жил и работал до самой смерти.
В 1853 году Томпсон был назначен ассистентом хирурга в больнице Университетского колледжа, став полноправным хирургом в 1863 году, профессором клинической хирургии в 1866 году и хирургом-консультантом в 1874 году. В 1884 году Генри Томпсон стал профессором хирургии и патологии в Королевском колледже хирургов.
Специализируясь на хирургии мочеполовых путей и, в частности, мочевого пузыря, он учился в Париже у Жана Сивиале, который в первой четверти XIX века разработал процедуру дробления камня в мочевом пузыре человека и который изобрел инструмент для этой минимально инвазивной хирургии. После своего возвращения из Парижа Томпсон быстро приобрёл большую известность как уролог.

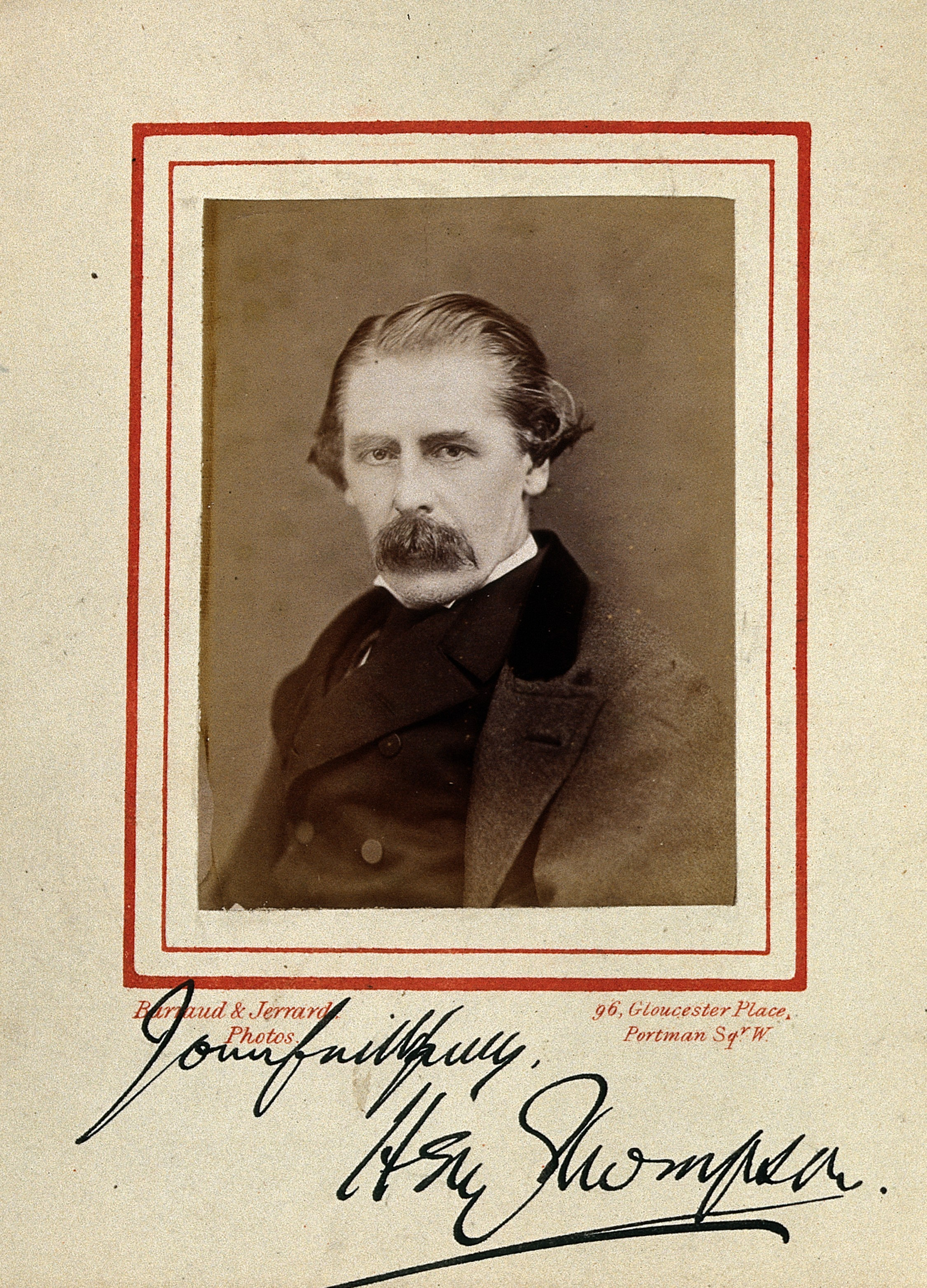
Фото с автографом Т.

В 1863 году, когда король Бельгии Леопольд I страдал от камней в почках, Томпсон был вызван в Брюссель для консультации и, после некоторых трудностей, ему разрешили провести операцию литотрипсии. Она прошла успешно, и в знак признания его мастерства Томпсон, по инициативе Леопольда II был назначен экстраординарным хирургом при короле. Почти десять лет спустя Томпсон провел аналогичную операцию на бывшем императоре Наполеоне III; однако император умер через четыре дня после операции, но не от хирургической операции, как было доказано патологоанатомическим исследованием, а от уремии.
В 1874 году Томпсон помог основать Британское кремационное общество и стал его первым президентом; он также много сделал для снятия юридических ограничений на кремацию. 
Он жестко критиковал преобладающие методы подтверждения смерти в Великобритании; и в 1892 году был назначен специальный комитет для расследования этого вопроса; его отчет, опубликованный в следующем году, в целом соответствовал его взглядам. 
Крематорий Уокинг наконец стал первым в своем роде в Британии. Последней общественной обязанностью Томпсона перед обществом в 1903 году было открытие Бирмингемского крематория, уже девятого по счету в стране. 
Генри Томпсон скончался 18 апреля 1904 года в возрасте 83 лет; его тело было кремировано в крематории Голдерс-Грин, первом крематории в Лондоне, который он и открыл за два года до смерти. За пять лет до этого, в 1899 году, Томпсон был удостоен наследственного титула баронета, который, однако, потух вместе со смертью сэра Генри Фрэнсиса Герберта Томпсона, 2-го баронета, сына Генри Томпсона, в 1944 году.

## Библиография

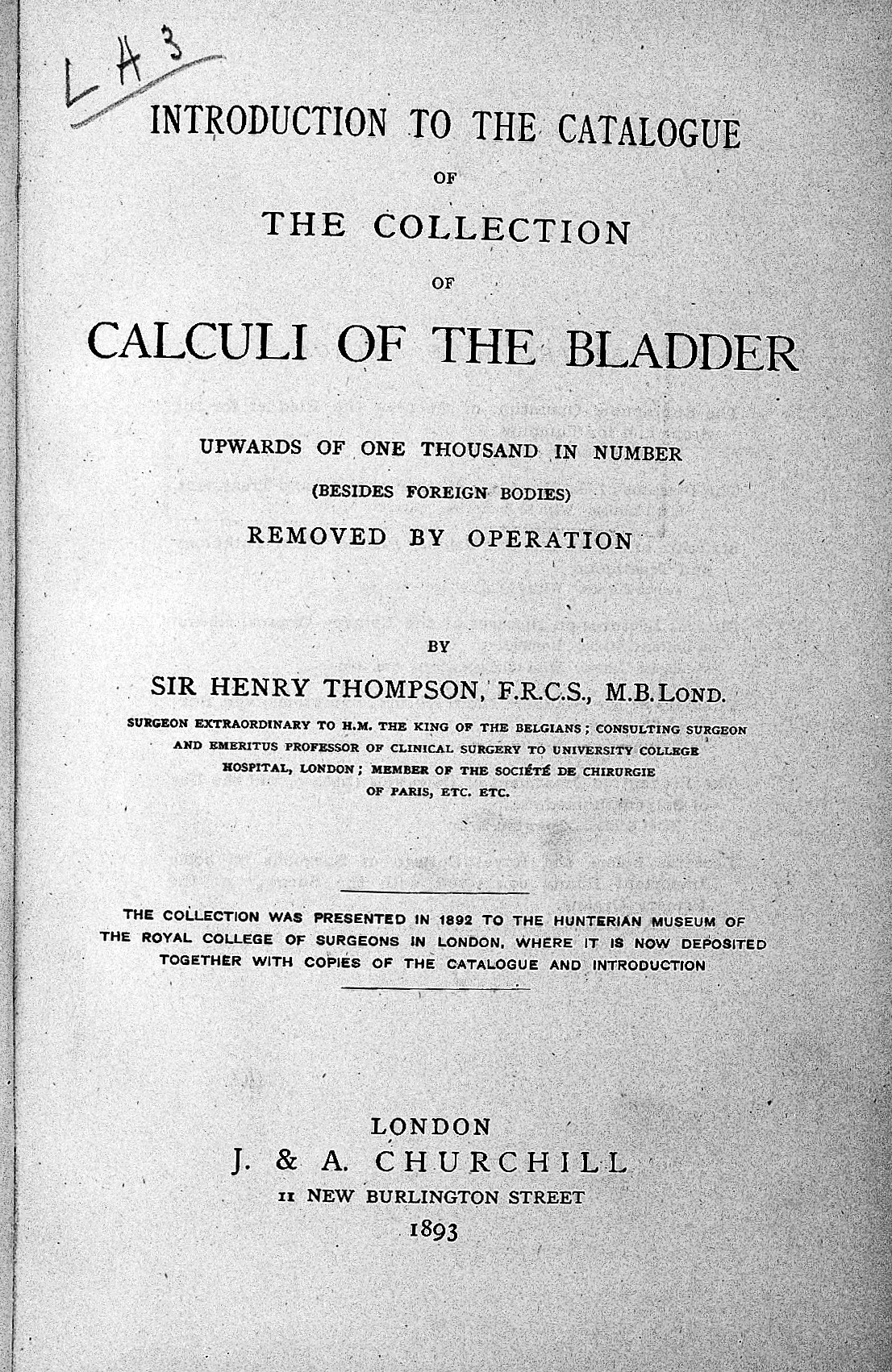
Один из трудов Томпсона